# Louis Saha
Louis Laurent Saha (født 8. august 1978 i Paris, Frankrig) er en tidligere fransk professionel fodboldspiller. Han spillede senest for den italienske Seria A-klub Lazio.

## Klubkarriere

### Metz
Louis Saha begyndte sin karriere med Metz i 1996, før han blev lånt ud til Newcastle United i 1999. Han scorede ét mål i 11 kampe, og han vendte derefter tilbage til Metz, hvor han nettede fem gange i 47 kampe over en toåeig periode.

### Fulham
Han skiftede til Fulham for ca. 22.5 millioner kr. i 2000. Gennem en periode på omkring fire år i klubben scorede han 63 mål i alt. I oprykningsperioden i 2000-01 scorede han 27 mål, og han hjalp dermed Fulham med at rykke op i Premier League. 
I sin første måned i den øverste liga fik Saha tildelt prisen Månedens Spiller i Premier League. Han scorede ni mål i 44 kampe i alle turneringer, som inkluderede to mål i kampe mod Manchester United og Chelsea. Han var mindre aktiv i 2002–03, da han kun scorede syv mål. I sin sidste sæson i Fulham, fik han scoret 15 mål i kun 22 kampe, før han forlod klubben i vintertransfervinduet..